# Mozafar Partomah
Mozafar Partomah, född 1935, död 2006. är en kurdisk högt rankad professor inom NASA som också skrev en bok om kurdiska delen av Iran, Mozafar var också den rådgivare till den första kurdiska guvernören i Iran, Ibrahim Yonesi.